# Aegialites longicornis
Aegialites longicornis är en skalbaggsart som beskrevs av Zerche 2004. Aegialites longicornis ingår i släktet Aegialites och familjen trädbasbaggar. Inga underarter finns listade i Catalogue of Life.